# 신보라 (배우)
신보라(辛보라, 1993년 4월 30일~현재)는 대한민국의 여성 배우다. 걸 그룹 구구단의 전 멤버이며, 활동 당시 리더와 서브 보컬, 메인 댄서를 맡았다.

## 음반 작품

### 솔로
- "설렘주의보" (2018, 애간장 OST)

## 방송
- My Fuxxxxx Romance (안지영 역)
- 오늘도 평화로운 중고나라 (신나라 역)
- 구해줘 꼰대 (이나은 역)

## 학력
- 부천북초등학교(졸업)
- 소명여자중학교(졸업)
- 범박고등학교(졸업)
- 서경대학교 국제비즈니스어학부 불어전공(재학)